# Edificio López Serrano
El Edificio López Serrano fue el edificio residencial más alto de Cuba hasta la construcción del FOCSA en 1956. Fue diseñado por el arquitecto Ricardo Mira en 1929,quien también diseñó la librería "La Moderna Poesía" para el mismo dueño en 1941, en la Calle Obispo. Ha sido muchas veces comparado con el Edificio Bacardí de la Habana Vieja, construido dos años después del López Serrano,debido a sus similitudes en las torres. El congresista, senador y candidato presidencial Eduardo Chibás vivía en el 14.º piso cuando se suicidó, en agosto de 1951, en Estación de Radio CMQ.

## Historia

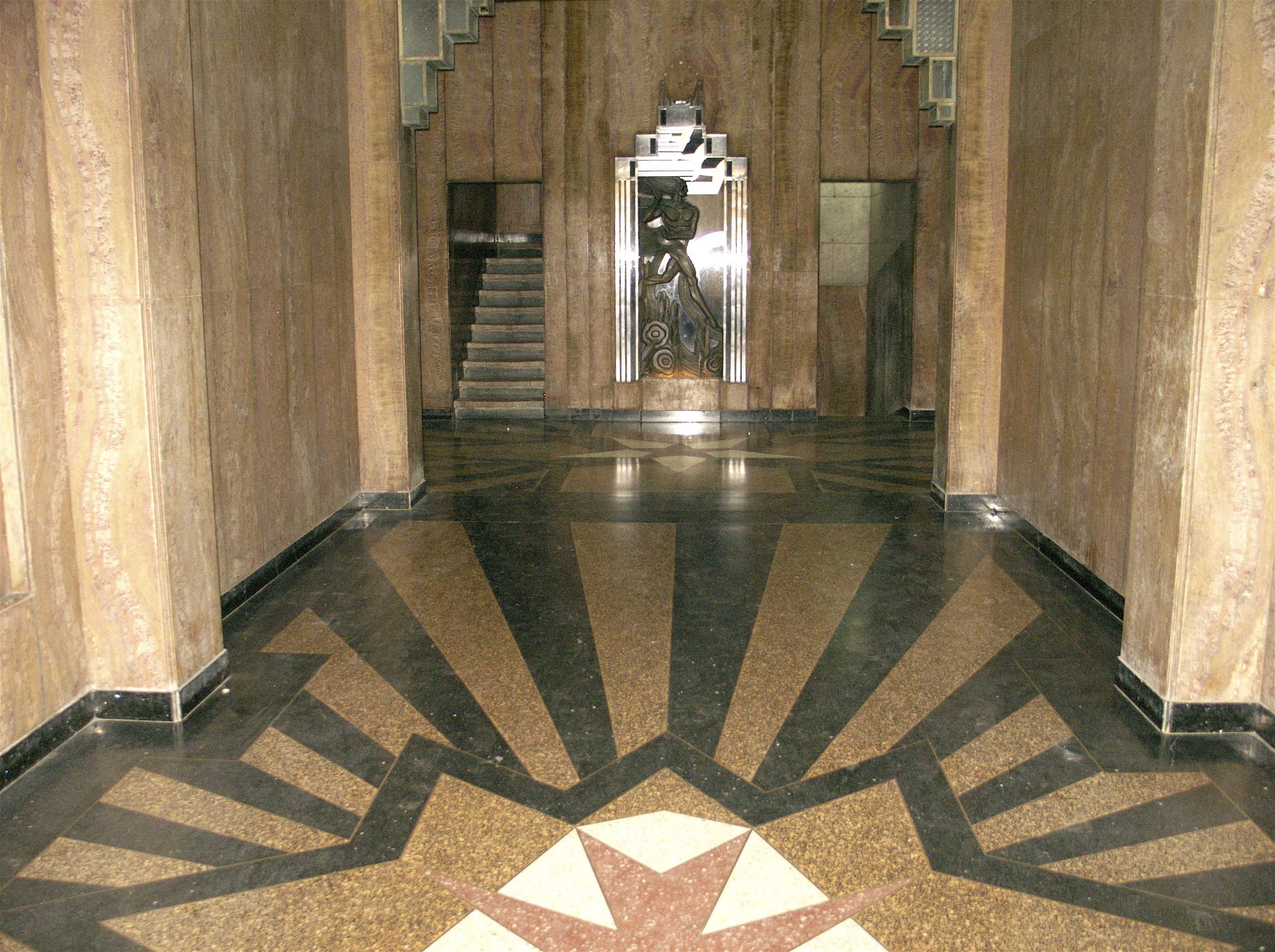
Terraza del lobby

La construcción del edificio fue promovida por José Antonio López Serrano, un editor que dirigía La Moderna Poesía. Era hijo de Ana Luisa Serrano y José López Rodríguez, "Pote", un banquero con relaciones editoriales.
Pote llegó a Cuba siendo un adolescente pobre y analfabeto, llegando a ser un influyente banquero con importantes relaciones con el gobierno. En 1890, Pote se casó con Ana Luisa Serrano, una viuda adinerada dueña de una de las mejores librerías de La Habana, La Moderna Poesía. Tras el matrimonio, Pote se hizo cargo del negocio, abriendo varias sucursales en otros lugares de Cuba. La fortuna de José López provenía no solamente de su ventajoso matrimonio con Ana Luisa, sino también de haber apoyado la causa independentista cubana. Sus relaciones con los principales líderes cubanos le brindaron importantes beneficios económicos. Entre esas alianzas políticas estaba el General José Miguel Gómez, al cual Pote financió la campaña electoral de 1907 que impulsó a Gómez hacia la Presidencia de la República. En 1908, Pote obtuvo un contrato exclusivo para imprimir los billetes de la Lotería Nacional, lo cual se tradujo en grandes beneficios financieros. Monopolizó la impresión de documentos oficiales tales como bonos, acciones, sellos y recibos de bancos, impresos en La Casa del Timbre. Posteriormente, obtuvo la concesión del Gobierno de Gómez para la construcción de un puente de hierro en el río Almendares conectando la calle 11 con Miramar. José López Rodríguez se suicidó el 28 de marzo de 1921. Poseía una fortuna de 93 millones de dólares.

## Construcción
El Edificio López Serrano posee un sistema de estructura de acero estándar estadounidense. El Acero A36, es un tipo de acero estructural usado como sistema de construcción, que es comúnmente usado tachonado o ribeteado. Como la tecnología para ribetear el acero no existía en Cuba, la estructura del López Serrano fue soldada en el lugar, razón por la cual es una estructura muy resistente.
Los planos del edificio están formados por una "combinación de letras" basadas en la configuración en masa de la cuadra del edificio al sitio y los requerimientos de luz y aire.  La masa del Edificio López Serrano, comúnmente conocido como tipo 'H' e 'I', es similar a muchos edificios residenciales de Manhattan, construidos en los veinte años anteriores en los barrios del Upper East Side y del West Side, caracterizados por tener corredores de doble carga, separados por un espacio de veinte o treinta pies que permite la iluminación y la ventilación de los apartamentos. Sobre las diez plantas en el centro del edificio se sitúa una torre de cuatro apartamentos soportada por diez columnas de acero. El bloque central de diez pisos se subdivide en cuatro pasillos para colocar escaleras, tres ascensores y una pared de ladrillos en el medio, que divide el bloque en dos apartamentos. Los dos bloques al este y al oeste tienen una línea de columnas estructurales que corren por el medio y que a su vez subdividen el apartamento. Un corredor público interior corre perpendicular a los tres bloques, paralelo a la Calle 13, y conecta con una escalera y tres ascensores. Hay una escalera secundaria en la entrada este con ventanas en cada rellano. No había escaleras contra incendios requeridas por el código de construcción de La Habana. 
Los muros exteriores son de ladrillos de una pulgada, de cemento de color integral. Tienen adornos de yeso en relieve en las paredes exteriores y líneas inscritas en el yeso, que sugieren una unión de mampostería en la parte inferior de la pared. También hay paneles de diseño de terracota, insertados sobre algunas de las aberturas. Todas las ventanas y puertas del edificio son de vidrio y madera. Los suelos de los apartamentos están cubiertos con baldosas de diseños geométricos en rojo y verde, y también hay azulejos en los zócalos. Las paredes interiores son de teja de terracota y revestidas de yeso de cemento. El suelo del vestíbulo, el porche y las entradas al edificio tienen diseños ornamentados en terrazo rojo y negro o rojo y verde. Las paredes del vestíbulo son paneles de mármol rojo marroquíes, a juego con los libros. En la pared del ascensor del vestíbulo hay un relieve en alpaca, titulado El Tiempo, obra del diseñador gráfico Enrique García Cabrera. Las puertas del ascensor tienen bisagras pivotantes y originalmente eran de alpaca, con varios diseños Art déco.

## Distribución

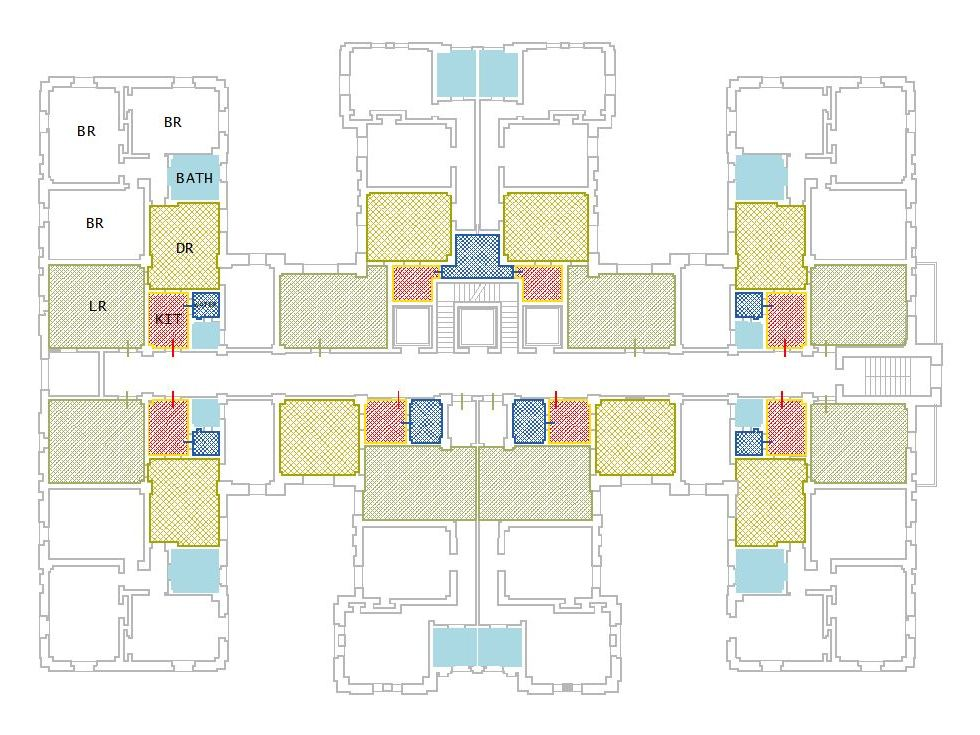
Plano de la distribución de las habitaciones dentro de los apartamentos.

Debido a las leyes de parcelación de La Habana, se requirió que la planta baja tuviera un jardín o porche hacia la Calle 13. También debía ofrecer espacios públicos para establecimientos comerciales. Para este propósito, el edificio posee varias tiendas, una barbería, restaurantes y cafeterías. La distribución de los pisos superiores es la siguiente: del segundo al décimo piso, posee ocho apartamentos por piso, seis con entradas de servicio separadas que abren directamente hacia las cocinas y áreas de servicio. Cada apartamento tiene acceso desde la cocina hacia un "patio", un área equipada con un lavadero para el servicio de lavandería. Otros edificios modernistas de La Habana poseen también un cuarto similar llamado "patio", tales como el Edificio FOCSA (1956) y el Edificio del Seguro Médico (1958), en La Rampa. 
Los cuatro apartamentos en el centro tienen dos dormitorios cada uno. Los apartamentos del este y del oeste poseen tres dormitorios cada uno y un dormitorio extra pequeño para el sirviente al lado de la cocina con inodoro y ducha. Cada apartamento tiene un pequeño baño con una ventana cerca de los dormitorios. La puerta de entrada principal de los apartamentos se abre directamente hacia la sala. Solo los apartamentos del bloque central tienen un corredor corto que conecta los dormitorios. Esta ausencia de corredores en el diseño incide en que la circulación ocurra mayormente a través de las habitaciones. El comedor está conectado a la cocina y el patio. Los apartamentos centrales del sur tienen un pequeño vestíbulo de entrada. Cada apartamento estaba provisto de todas las comodidades modernas: agua caliente y fría, gas, radio y servicio de teléfono. El Edificio López Serrano fue la primera corporación de apartamentos cooperativos del país. Por encima del décimo piso estaban los apartamentos de lujo. José Antonio López Serrano vivió en el último piso, el cual fue ocupado posteriormente por Eduardo Chibás.

## Galería

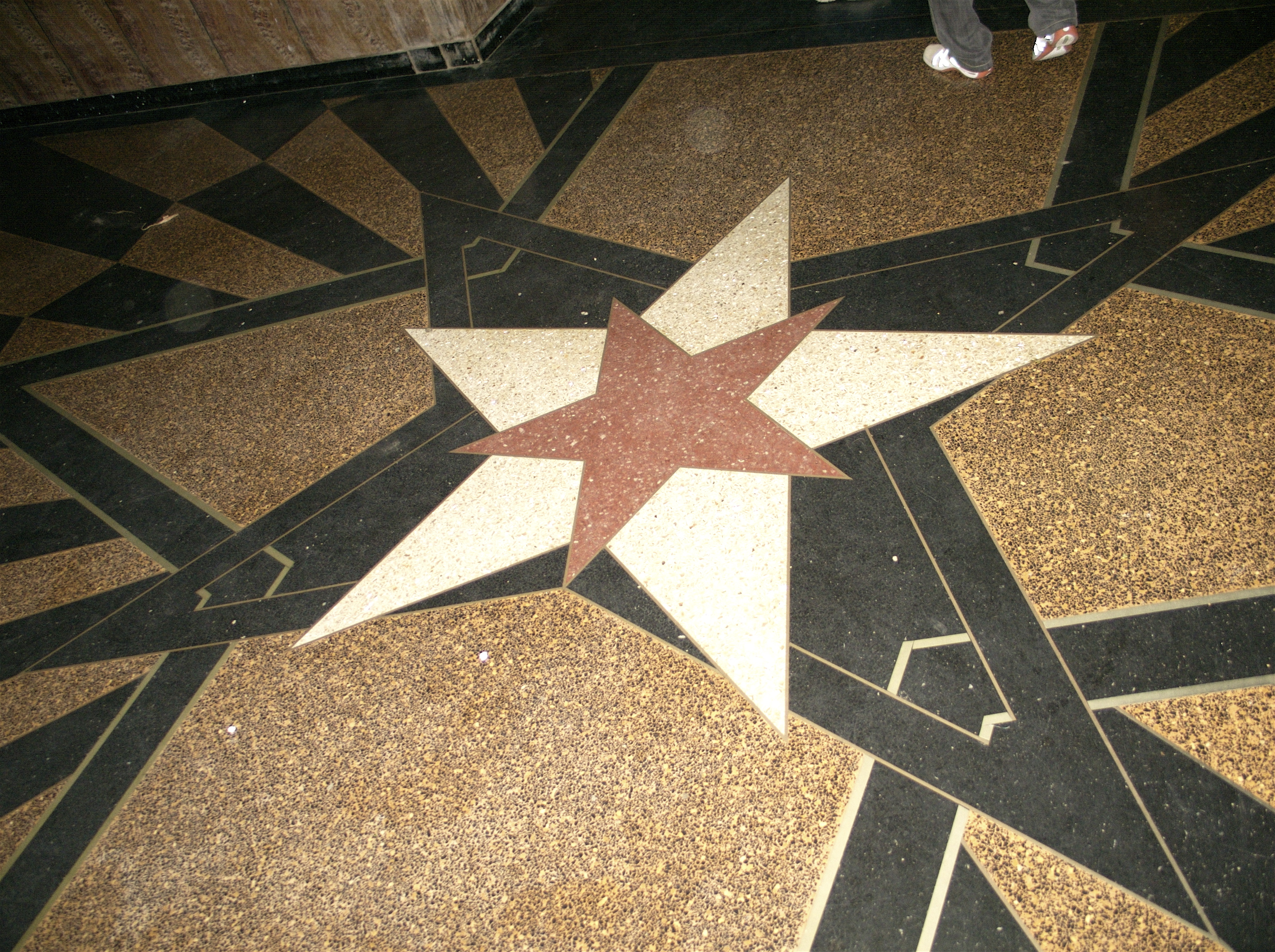
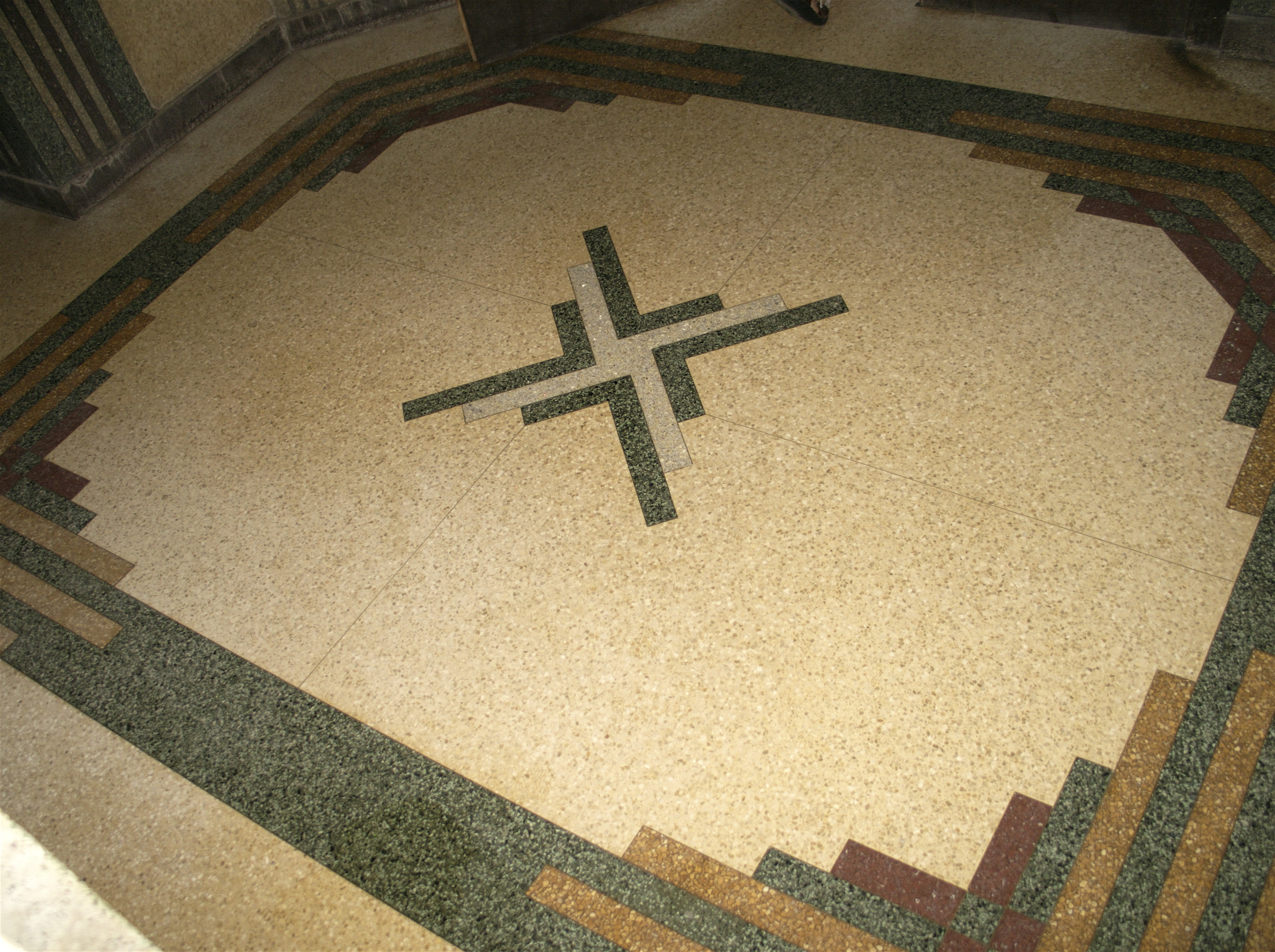
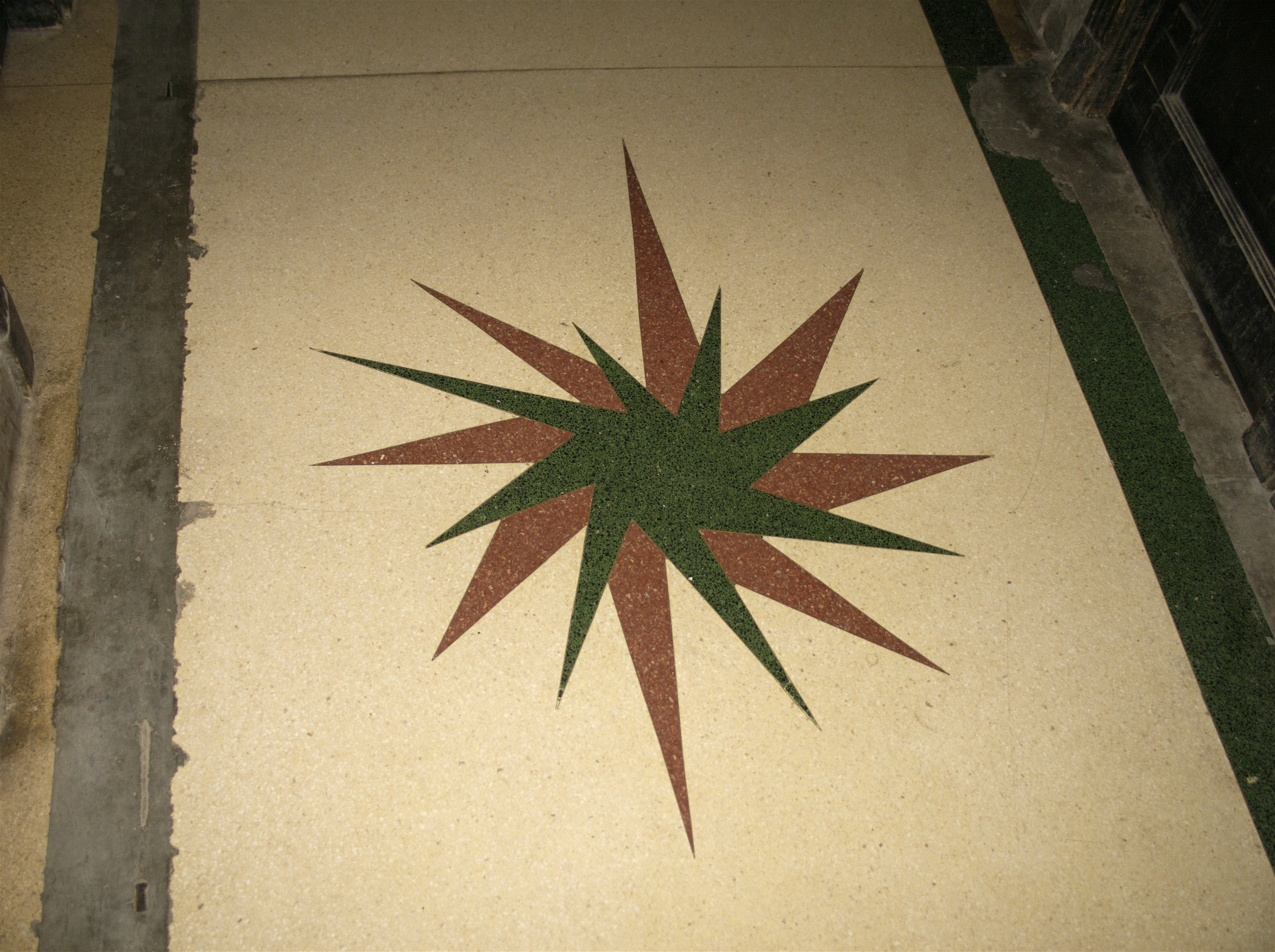
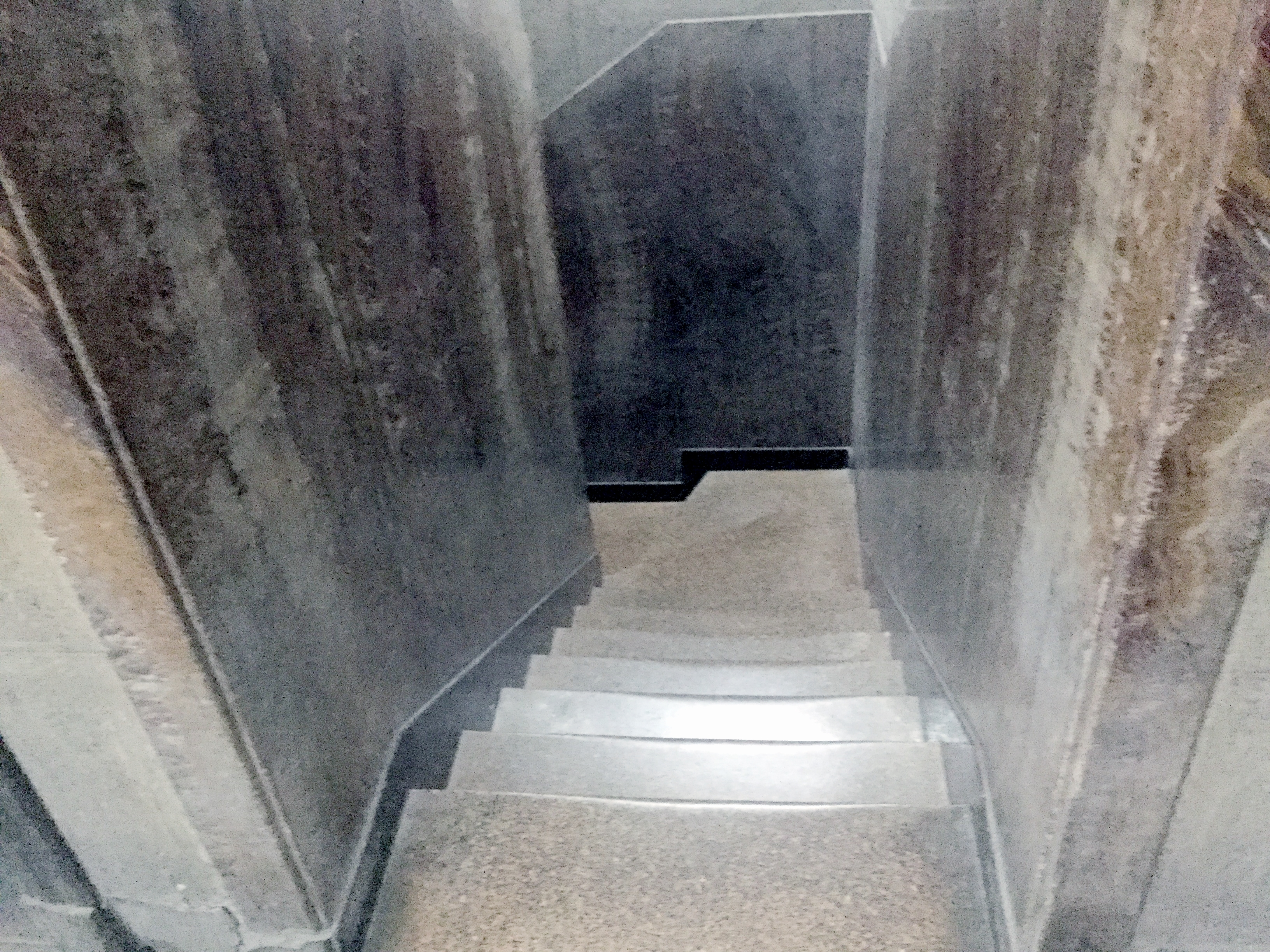
Escaleras tras el elevador hacia el sótano.
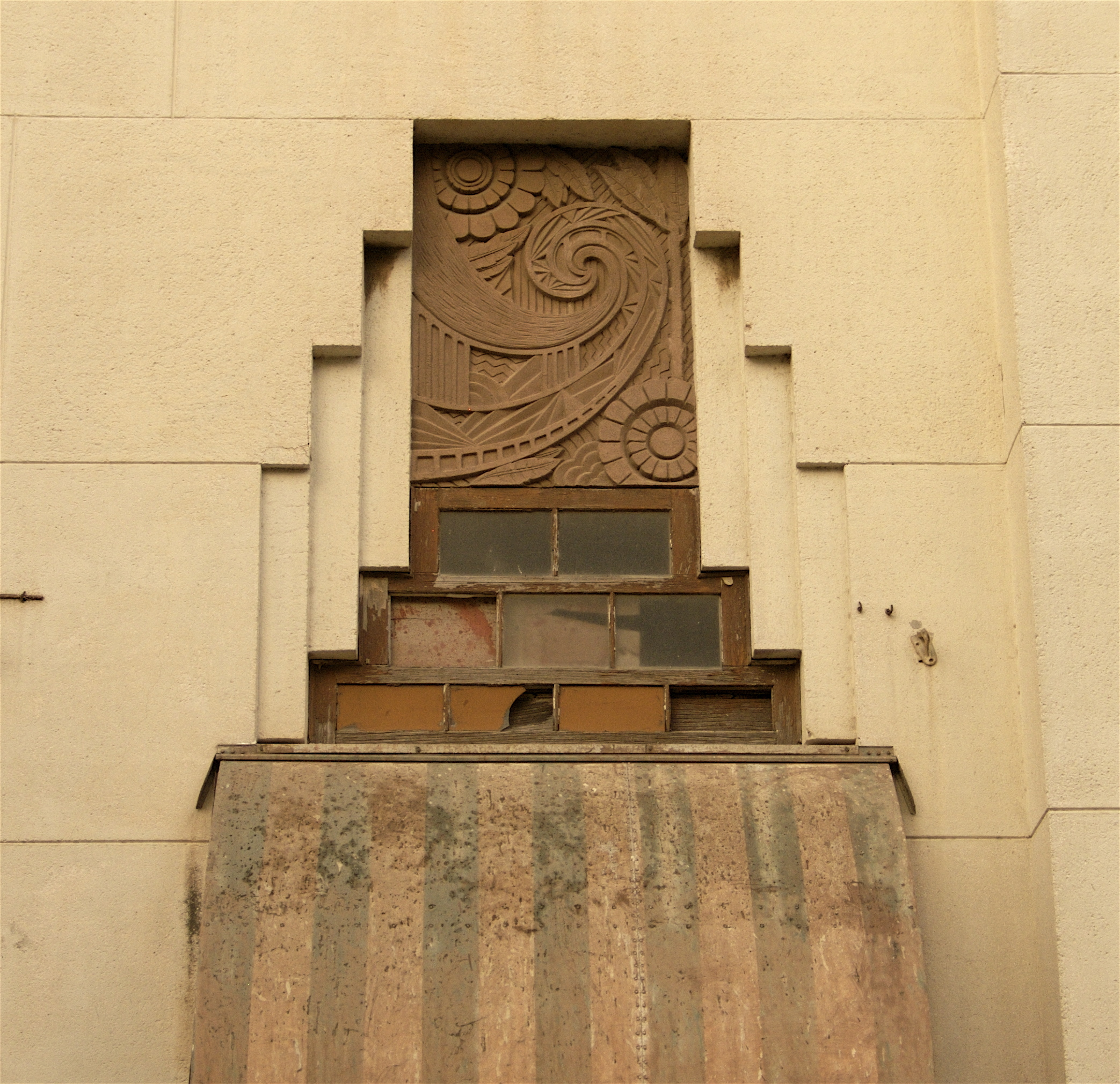
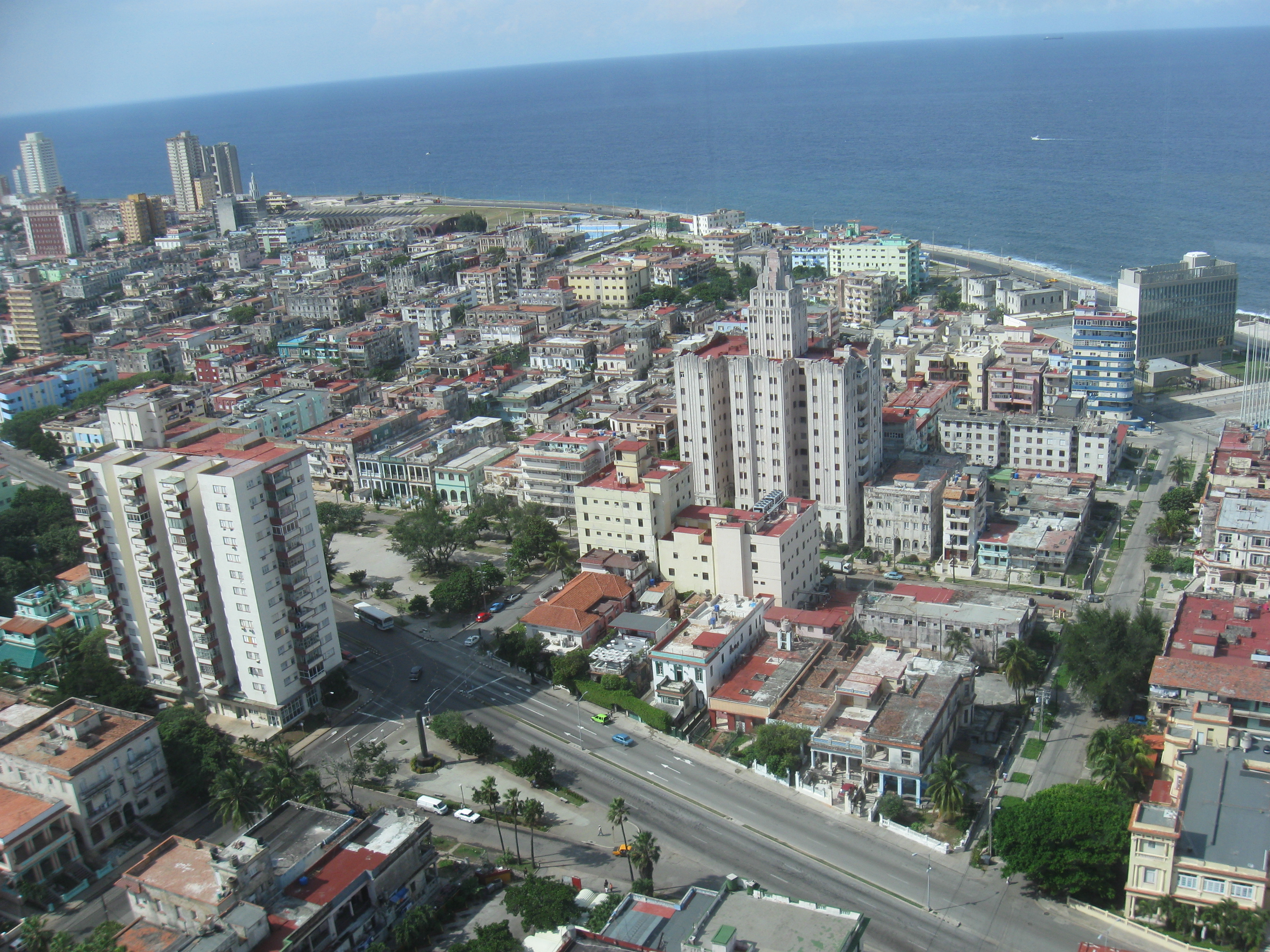
Vista desde el corredor del 13er piso del Edificio FOCSA.